# Битински синчец
Битински синчец (Scilla bithynica) е вид растение от род Scilla. Родът понастоящем е класифициран в семейство Asparagaceae, след като до 2009 година е причисляван към семейство Liliaceae.

## Описание
Битинският синчец е многогодишно тревисто растение.
Размножава се със семена и с луковици. Луковиците му имат яйцевидна форма и диаметър до 3 cm, обвити са с люспи с червеникавокафяв цвят. От всяка излизат до 1-2 цветоносни стъбла и 4-5 листа, достигащи на височина до 30 cm. Съцветието има овална форма и съдържа от 3 до 25 цвята, с по 6 околоцветни листчета, които достигат дължина до 9 mm и са бледосини на цвят.

## Разпространение
Видът е разпространен на Балканския полуостров (в България) и в Мала Азия. Предпочита влажни лонгозни гори, но също и във влажни дерета с богати алувиални почви. В България обитава Черноморското крайбрежие (на север до устието на Батова река, на юг до река Резовска), с по-многочислени и плътни популации около реките Камчия и Ропотамо и край Приморско. Среща се в: природен парк „Странджа“, поддържан резерват „Долна Топчия“, Поддържан резерват „Балабана“, резерват „Силкосия“, защитена местност Козя река и други.

## Природозащитен статут
Видът е застрашен и е обявен за защитен по Закона за биологичното разнообразие и е вписан в Червената книга на България. Част от находищата на битински синчец са включени в защитени територии и в защитени зони от Европейската екологична мрежа НАТУРА 2000 в България.
Освен специфичната екологична среда, в която синцечът вирее, съществуват редица отрицателно действащи за разпространението му фактори като унищожаването и замърсяването на местообитанията в резултат на развитието на туризма и инфраструктурата в района на известните находища, както и събирането на екземпляри от вида като декоративни растения.